# H. H. Kung
Kung Hsiang-hsi (chinês: 孔祥熙, pinyin: Kǒng Xiángxī, Wade–Giles: K'ung3 Hsiang2-hsi1; 11 de setembro de 1881 - 16 de agosto de 1967), também conhecido como Dr. H. H. Kung, foi um rico banqueiro e político chinês do início do século XX. Ele foi muito influente na determinação das políticas econômicas do governo do Kuomintang (Nacionalista) nas décadas de 1930 e 1940.
Estudou nos Estados Unidos, onde recebeu um mestrado em economia na Universidade de Yale.
Após regressar para a China, inicialmente apoiaria Sun Yat-sen e depois Chiang Kai-shek. Trabalhou no governo da República da China como o ministro do Comércio e Indústria (1928-1931), Ministro das Finanças (1933-1944) e Presidente do Banco Central da China (1933-1945). Ingressou Comitê Executivo Central do Kuomintang em 1931. Entre 1 de janeiro de 1938 e 20 de novembro de 1939 atuou como Premier da República da China.
Casou-se com Soong Ai-ling, uma das irmãs Soong; e foi, naquela época, o homem mais rico da China.
Após a derrota do Kuomintang na guerra civil chinesa, em 1949, mudou-se para Nova York e morreu naquela cidade em 1967.